# Fernando Zavala
Fernando Zavala Lombardi, né le 16 février 1971 à Tacna, est un entrepreneur et homme d'État péruvien. Il est président du Conseil des ministres de 2016 à 2017.

## Biographie
Ministre de l'Économie et des Finances entre 2005 et 2006 sous la présidence d'Alejandro Toledo, il succède à Pedro Cateriano à la présidence du Conseil des ministres le jour de l'investiture de Pedro Pablo Kuczynski à la présidence de la République.
Le 15 septembre 2017, une motion de censure est introduite par l'opposition contre la ministre de l'Éducation et Zavala doit engager la responsabilité du gouvernement devant le Congrès de la République. La motion est adoptée (77 voix pour, 22 contre et 16 abstentions) et Zavala doit remettre sa démission, . Deux jours plus tard, Mercedes Aráoz lui succède.